# Les Humphries Singers

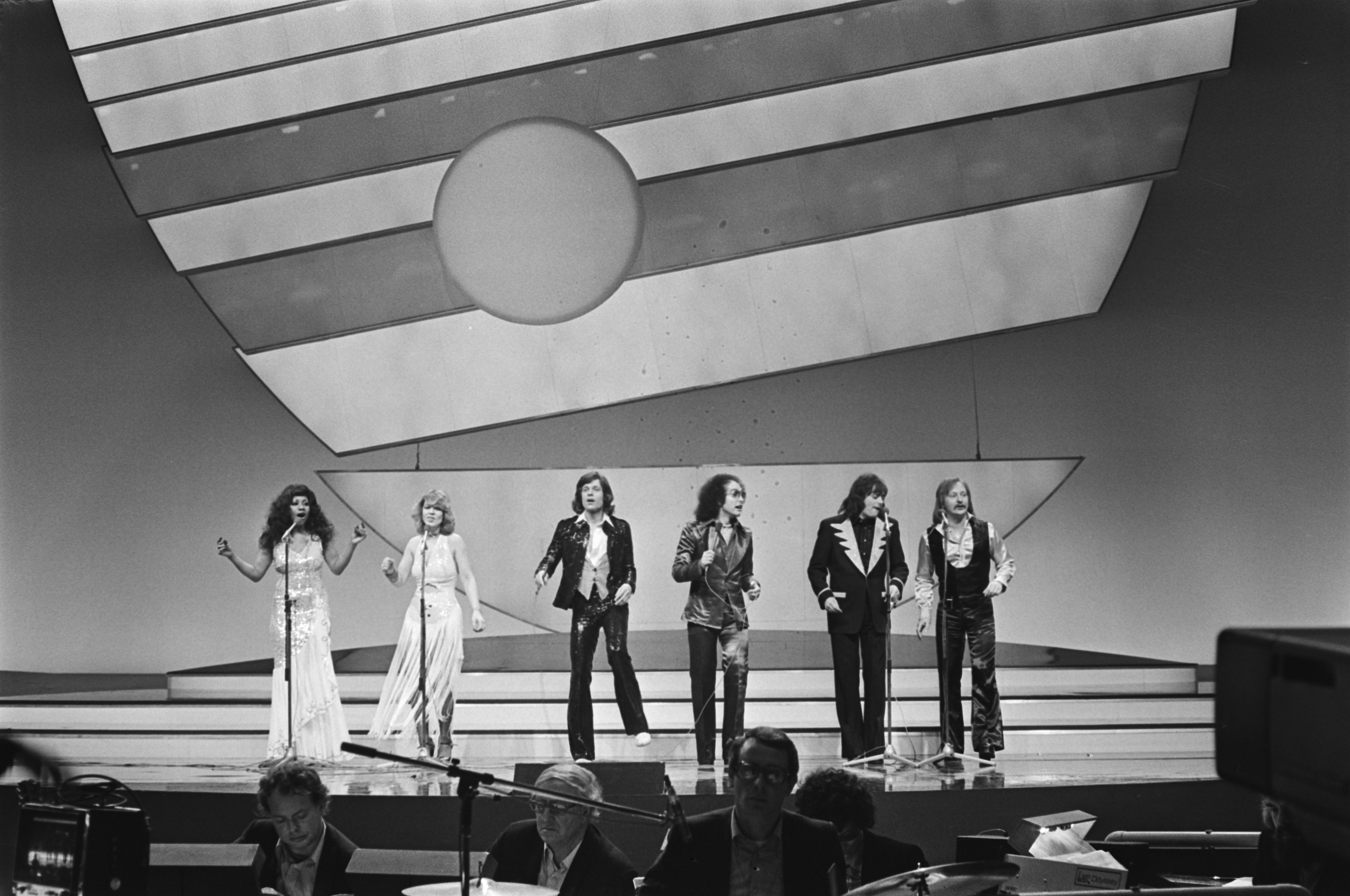
Les Humphries Singers 1976

Les Humphries Singers fue un grupo musical formado en Hamburgo, Alemania por el inglés Les Humphries en el año 1970. El grupo consistía en un gran número de cantantes de diversos orígenes étnicos. Algunos de ellos, tales como John Lawton, también formaban parte de otros grupos musicales durante la época. Otro miembro fue Jürgen Drews quien más tarde tuvo un éxito como solista en 1976 en Alemania con "Ein Bett im Kornfeld", una versión de "Let Your Love Flow" de Bellamy Brothers. Les Humphries Singers trajeron un poco de la onda del movimiento hippie en el mundo de los éxitos.Tres de sus éxitos más conocidos y tempranos fueron "Ela Ela", (1973) "Mama Loo" (1973), basada en Barbara Ann de The Beach Boys y "México" (1972) que estaba basada en el éxito country de Jimmy Driftwood, "The Battle of New Orleans" de 1957 y posteriormente el interpretado por Johnny Horton en 1960.

### En Eurovisión
En 1976 representaron a Alemania en el Festival de la Canción de Eurovisión con la canción de Ralph Siegel "Sing Sang Song". Les Humphries interpretaban una mezcla de música popular y versiones góspel y tuvieron algo de éxito en Europa con este acercamiento.
Miembros adicionales incluyeron a Jimmy Bilsbury, Malcolm Magaron, Peggy Evers, Tina Kemp, Judy Archer, Victor Scott, Barry St. John y Christopher Yim. Liz Mitchell fue cantante del grupo Boney M. John Lawton, quien por entonces se desempeñaba como cantante de la banda de rock progresivo/heavy metal alemán Lucifer's Friend, se volvería poco tiempo después el cantante principal de Uriah Heep. 

### Disolución
Les Humphries Singers se disolvieron al final de los años 70s, después de que Humphries dejara el grupo debido a problemas de impuestos con Alemania. En sus últimos años llevó una vida tranquila en Londres. 

### Muerte
En marzo de 2008, el periódico alemán Bild reportó su muerte ocurrida el 26 de diciembre de 2007 en un hospital de Londres de un ataque cardíaco masivo después de una severa neumonía.

## Sencillos
| Año  | Sencillo                               | Mejores posiciones en listas | Mejores posiciones en listas | Mejores posiciones en listas | Mejores posiciones en listas |
| Año  | Sencillo                               | DE                           | AT                           | CH                           | NL                           |
| ---- | -------------------------------------- | ---------------------------- | ---------------------------- | ---------------------------- | ---------------------------- |
| 1970 | "To My Father's House"                 | —                            | —                            | —                            | 1                            |
| 1971 | "(We'll Fly You to The) Promised Land" | 13                           | —                            | —                            | 26                           |
| 1971 | "We Are Goin' Down Jordan"             | 3                            | —                            | 3                            | 9                            |
| 1972 | "Old Man Moses"                        | 14                           | —                            | 4                            | 17                           |
| 1972 | "Take Care of Me"                      | 31                           | —                            | —                            | —                            |
| 1972 | "Mexico"                               | 2                            | 1                            | 1                            | 2                            |
| 1973 | "Mama Loo"                             | 1                            | 1                            | 1                            | 12                           |
| 1973 | "Carnival"                             | 14                           | —                            | —                            | —                            |
| 1974 | "Kansas City"                          | 2                            | 15                           | 1                            | —                            |
| 1974 | "Do You Kill Me or Do I Kill You?"     | 46                           | —                            | —                            | —                            |
| 1974 | "Do You Wanna Rock and Roll?"          | 50                           | —                            | —                            | —                            |
| 1974 | "New Orleans"                          | 33                           | —                            | —                            | —                            |
| 1976 | "Sing Sang Song"                       | 45                           | —                            | —                            | —                            |

- Wikimedia Commons alberga una categoría multimedia sobre Les Humphries Singers.

| Predecesor: Joy Fleming con "Ein Lied kann eine Brücke sein" | Alemania en el Festival de Eurovisión 1976 | Sucesor: Silver Convention con "Telegram" |

- Datos: Q673735
- Multimedia: The Les Humphries Singers / Q673735